# Cylindromyia aurigans
Cylindromyia aurigans là một loài ruồi trong họ Tachinidae.